# 다리엔넓적코박쥐
다리엔넓적코박쥐(Platyrrhinus aquilus)는 주걱박쥐과(신세계잎코박쥐과)에 속하는 박쥐의 일종이다. 콜롬비아 서부와 에콰도르에서 발견된다. 파나마 남동부 다리엔주 세로 말리와 세로 피레 지역 세 곳에서 10점의 표본만이 알려져 있다. 자연 서식지는 해발 1,250m와 1,430m 사이의 운무림이다. 이전에는 검은넓적코박쥐의 아종으로 간주했다.